# Was ihr wollt (Album)
Was ihr wollt ist ein deutschsprachiges Studioalbum der dänischen Sängerin Gitte Hænning aus dem Jahr 2010. Enthalten sind 8 Neuaufnahmen ihrer Singles, die zwischen 1963 und 1983 in die deutschen Charts eingestiegen waren, sowie 4 neue Titel. Alle Titel wurden von Roland Spremberg und Christian Lohr produziert, am Songwriting der neuen Lieder waren zudem Jasmin Wagner, Maya Singh und Gitte Hænning selbst beteiligt.
Das Album wurde am 19. November 2010 veröffentlicht. Es wurde zudem als Vinyl-EP herausgegeben, das 5 Titel der CD sowie eine Akustik-Version von "Mit jedem Abschied fängt was an" enthält. Nach 26 Jahren war es Gitte Hænnings erstes Soloalbum, das sich in den deutschen Charts platzieren konnte. Es erreichte in der ersten Woche Platz 94.
Seit der Veröffentlichung des Albums liefen über mehrere Jahre sämtliche Konzerte von Gitte Hænning unter der Überschrift "Was ihr wollt". Gespielt wurden vor der Pause größtenteils Lieder aus den Alben "Was ihr wollt" und dem Vorgänger "Johansson", während nach der Pause stets ein fast zweistündiges Jazz-Set folgte.

## Titelliste

### CD
1. Die Frau, die dich liebt (Version 2010)
2. Mit jedem Abschied fängt was an
3. Freu dich bloß nicht zu früh (Version 2010)
4. Ich will 'nen Cowboy als Mann (Version 2010)
5. Etwas ist geschehen (Version 2010)
6. Ich will alles (Version 2010)
7. Ich bin stark (Version 2010)
8. Lampenfieber (Version 2010)
9. So schön kann doch kein Mann sein (Version 2010)
10. Heimatlos melancholisch
11. Salz in der Luft
12. Shakespeare beschwören

### Vinyl-EP
1. Die Frau, die dich liebt (Version 2010)
2. Salz in der Luft
3. Freu dich bloß nicht zu früh (Version 2010)
4. Mit jedem Abschied fängt was an (Akustik Version)
5. Ich will alles (Version 2010)
6. Ich will 'nen Cowboy als Mann (Version 2010)